# Музу, Мариза
Мариза Музу (итал. Marisa Musu, 18 апреля 1925, Рим — 3 ноября 2002, там же) — итальянская партизанка-антифашистка, награждённая серебряной медалью «За воинскую доблесть».

## Биография

### Ранние годы
Мариза Музу родилась 18 апреля 1925 года в семье сторонников антифашизма — Доменико и Бастианины Мартини, уроженцев Сассари и основателей Партии действия.

### Во время войны
В 1942 году в возрасте 16 лет Мариза, будучи ученицей классического лицея имени Мамьяни, вместе с Лучио Ломбардо Радиче вступила в молодёжную организацию Итальянской коммунистической партии, основанную Аделе Марией Емоло, будущей супругой Ломбардо Радиче. Училась на физическом факультете Римского университета.
С юных лет Музу участвовала в подпольной антифашистской деятельности вплоть до перемирия Италии с западными союзниками, участвовала в боях за Рим в 1943 году. После вступления в Группы патриотического действия она получила псевдоним «Роза» и вошла в состав отряда Франко Каламандреи, куда также входили Карла Каппони, Мария Тереза Регард, Розарио Бентивенья, Марио Фьорентини, Лучия Оттобрини, Луиджи Пинтор, Паскуале Бальзамо, Карло Салинари и Франко Ферри. Мариза была самой юной из партизанок этого отряда, ей было всего 18 лет на момент вступления.
«Роза» участвовала в различных боях против немцев. 3 марта 1944 в Риме была застрелена Тереза Гуллаче. После начавшейся давки и паники Карла Каппони попыталась выстрелить в убийцу из пистолета, но тут же девушек попытались задержать немцы. В суматохе Мариза успела запихать пистолет в кобуру одного из немецких офицеров и тем самым отвести все подозрения от Карлы, а после допроса офицер отпустил всех задержанных. 23 марта Роза участвовала в нападении на немецкий полицейский батальон «Бозен» на улице Виа-Разелла, прикрывая группу Каппони. Обстреляв из оружия и закидав гранатами, партизаны уничтожили 33 немецких солдата, но при этом двое гражданских погибли. Ответные действия немцев стали печально известны как резня в Ардеатинских пещерах. Чудом только отряд не понёс потерь.
7 апреля Музу была арестована вместе с Паскуале Бальзамо и Эрнесто Богези, однако комиссары Антонио Колазурдо и Де Лонгис, тайные агенты Комитета национального освобождения, замаскировали их под обычных бандитов и перевели в тюрьму Царицы Небесной (Музу была спрятана в женской тюрьме «Мантеллате»). Военный нацистский трибунал приговорил всех арестованных к смерти как обычных преступников, однако Мариза, притворившись больной, добилась перевода в больницу Санто-Спирито в Сассии, откуда сбежала в конце мая (как оказалось, она сделала это вовремя, поскольку арестованных выдал Гульельмо Блази). Из своего укрытия Мариза вернулась после освобождения американцами Рима.

### После освобождения
После войны Мариза Музу продолжила свою деятельность в Итальянской коммунистической партии, работая долгие годы с Энрико Берлингуэром в Итальянской коммунистической федерации молодёжи, влившейся позднее в ЦК Итальянской компартии. Стала журналисткой, работала в газетах Paese Sera и L'Unità; освещала события Пражской весны, позднее была корреспондентом во Вьетнаме, Мозамбике, Палестине и Латинской Америке. С 1976 года по инициативе Джанни Родари Музу учредила «Демократическую координацию родителей», которая занималась практикой и пропагандой антифашистских, светских и демократических ценностей в школах; возглавляла эту Координацию в течение нескольких лет, а вскоре стала главным редактором ежемесячной газеты «Il giornale dei Genitori» (с итал. — «Газета для родителей»).
Мариза Музу также была членом Исполкома Национальной ассоциации итальянских партизан, вице-президентом Римского отделения Ассоциации, членом Национального совета пользователей, главой Комитета «Телевидение для молодёжи», членом Комиссии по кинематографическим пересмотрам, вице-президентом Всемирной федерации демократической молодёжи, председателем Ассоциации девушек Италии и, кончено, многолетним советником руководства римского отделения Итальянской коммунистической партии.
Скончалась 3 ноября 2002 года в Риме на 78-м году жизни.

### Память
- В честь Маризы Музу названа городская библиотека в Розиньяно-Сольвей[итал.], а по случаю 60-летия освобождения в городе Чинизелло-Бальсамо назвали в честь Маризы улицу.

della città.
- Также в Чинизелло-Бальсамо ежегодно вручается премия имени Маризы Музу.
- С 2011 года во втором квартале Рима одно из зданий Национальной ассоциации итальянских партизан носит имя Маризы Музу и Марии Терезы Регард.

### Мемуары
- Marisa Musu, Enrico Berlinguer, La lotta della gioventù per la democrazia, Roma, Centro Diffusione Stampa del PCI, 1947
- Marisa Musu, Elvira Pajetta, Alle ragazze d’Italia, Roma, CDS, 1949
- Marisa Musu, a cura di Ennio Polito La ragazza di via Orazio. Vita di una comunista irrequieta, Mursia, 1997
- Marisa Musu, Ennio Polito, Roma ribelle. La resistenza nella capitale 1943—1944, Teti, 1999
- Marisa Musu, Ennio Polito, I bambini dell’Intifada. Venti storie di ragazzi palestinesi. Un’indagine sull’infanzia nei Territori occupati, Editori Riuniti, Roma, 1991
- a cura di Marisa Musu e Luisa Quaranta, Il bambino violato, La Nuova Italia, 1991
- Carlo Bernardini, Giorgio Celli, Tullio De Mauro, Emanuele Luzzati, Marisa Musu, Dire fare giocare con Gianni Rodari: Luoghi, personaggi, animali, invenzioni della fantasia dei bambini, Firenze, Fatatrac, 1990

### Прочее
- A cura di Adris Tagliabracci, Le 4 ragazze dei GAP: Carla Capponi, Marisa Musu, Lucia Ottobrini, Maria Teresa Regard, Il Contemporaneo, ottobre 1964
- Alberto Benzoni; Elisa Benzoni, Attentato e rappresaglia. Il PCI e via Rasella, 1999, Marsilio
- Rosario Bentivegna; Cesare De Simone Operazione via Rasella. Verità e menzogne, 1996, Editori Riuniti